# Le Jardin des morts
Le Jardin des morts (Garden of the Dead) est un film d'horreur américain réalisé par John Hayes, sorti en 1972.

## Synopsis
Sous l'emprise d'une substance toxique, un petit groupe de prisonniers, abattus par leurs gardiens lors d'une tentative d'évasion, reviennent à la vie pour s'en prendre aux vivants...

## Distribution
- Duncan McLeod (crédité Duncan McCloud)
- Lee Frost (en)
- John Dennis
- Susan Charney
- Morton Dennis
- Jack Driscoll

## Commentaire
Dans le sillage du succès de La Nuit des morts-vivants, réalisé par George A. Romero en 1969, le spécialiste de films à petit budget, John Hayes propose avec ce titre sa variation sur le thème des zombies. Tourné en 10 Jours à Topanga Canyon en Californie, ce moyen métrage d'à peine 60 minutes, sera essentiellement exploité en salles américaines en tant que complément de programme d'une autre réalisation du cinéaste, Les Enfants de Frankenstein, tournée la même année.

## Autour du film
- Aux États-Unis, le film sortira également en VHS sous le titre Tomb of the Undead.